# M-production
M-production («М-продакшн», «М-продакшн Медиа», «М-продакшн Групп», Телекомпания «Штрихкод») — производитель разнообразных программ для российских телеканалов. Образована в 1993 году на базе телекомпании «ВИD».

## Деятельность
Компания была основана в 1993 году для производства игрового шоу «L-клуб» его сотрудниками: директором Маргаритой Житницкой (в телевизионном мире известна как Марго Кржижевская), автором Владиславом Листьевым и ведущим Леонидом Ярмольником. Помимо производства передачи студия занималась выпуском видеокассет с российскими и зарубежными кинофильмами, реже видеопрограммами.
В 1997 году новым партнёром Кржижевской становится бывший редактор «L-клуб» Наталья Билан, после чего студия меняет название на «Я&Co» (Ярмольник и компания) и отделяется от телекомпании «ВИD». В 1999—2002 годах она называлась «Промоушэн Групп», в 2002—2005 годах — «Меридиан холдинг». В 2005 году компания расширяется и приобретает название «МБ-групп».
Являлась основным производителем программ телеканала «Домашний» в 2005—2014 годах.
В 2009 году компанию покидает Наталья Билан в связи с получением должности генерального директора телеканала «Домашний», однако продолжает продюсировать проекты студии. В 2013 году, после ухода Билан с «Домашнего», студия меняет название на «М-продакшн».
«М-продакшн» специализируется на производстве тематических программ, программ lifestyle, развлекательных шоу, а также авторских проектах и ток-шоу, документальных фильмах сериалах и адаптаций зарубежных форматов. Сотрудничала с телеканалами «ОРТ», «СТС», «Карусель». Сейчас сотрудничает с телеканалами: «Россия-1», «Россия-Культура», «ТВ Центр», «Москва Доверие», «Москва 24».
Ежегодно продюсерский/авторский коллектив «М-продакшн» разрабатывает оригинальные телевизионные форматы, производит контент для российских телеканалов, а общий объем телевизионного производства превышает 3 000 часов.
С 2012 года компания участвует в производстве телевизионных сериалов и фильмов студий «Стори Фильм» и «Свэлл Фильм». Их основатели — Евгения Вильшанская и Кирилл Нерсесян — параллельно занимают в «М-продакшн» должности креативного и технического продюсеров соответственно.

## Программы
| Название программы                                                             | Дата производства                                         | Канал                                                                | Ведущий | Жанр                                                                     |
| ------------------------------------------------------------------------------ | --------------------------------------------------------- | -------------------------------------------------------------------- | --- | ------------------------------------------------------------------------ |
| L-клуб                                                                         | 1 сентября 1993—29 декабря 1997                           | РТР                                                                  | Леонид Ярмольник | телеигра                                                                 |
| Золотая лихорадка                                                              | 8 октября 1997—21 ноября 1998                             | ОРТ                                                                  | Леонид Ярмольник | телеигра                                                                 |
| Мужской интерес                                                                | 13 сентября 1998—18 апреля 1999                           | ТВ Центр                                                             | Алексей Игнатов | тележурнал для мужчин                                                    |
| Отель                                                                          | 10 октября 1999—7 марта 2000                              | ОРТ (1999), РТР (2000)                                               | Леонид Ярмольник | развлекательная программа                                                |
| Панорама / Панорама недели                                                     | 5 ноября 1999—30 июня 2000                                | РТР                                                                  | Владимир Ерёмин, Пётр Фёдоров, Марина Могилевская | обзор культурных и политических событий                                  |
| Гараж                                                                          | 25 февраля—4 июля 2000                                    | РТР                                                                  | Леонид Ярмольник | телеигра                                                                 |
| Суперлото                                                                      | 10 апреля—20 августа 2000                                 | Шестой канал                                                         | Леонид Ярмольник | городская лотерея                                                        |
| И дольше века...                                                               | 30 августа 2000—20 марта 2004                             | РТР/Россия (2000—2002), Культура (2003—2004)                         | Владимир Молчанов | документальная программа                                                 |
| В пятницу вечером                                                              | 13 октября—22 декабря 2000                                | РТР                                                                  | Василий Кикнадзе | информационно-развлекательная программа                                  |
| Открытая таможня                                                               | 21 декабря 2000—22 августа 2002                           | РТР                                                                  | Михаил Ванин | информационно-аналитическая программа                                    |
| О.С.П.-студия                                                                  | 13 мая 2001—28 августа 2004                               | РТР (2001), СТС (2002—2004)                                          | Татьяна Лазарева, Сергей Белоголовцев, Павел Кабанов, Михаил Шац | юмористическая программа                                                 |
| Добрый вечер                                                                   | 7 ноября 2001—12 июля 2002                                | СТС                                                                  | Игорь Угольников | развлекательная программа                                                |
| Назло рекордам!?                                                               | 4 мая 2002—27 июня 2003                                   | 7ТВ                                                                  | Михаил Шац, Сергей Белоголовцев | спортивная юмористическая программа                                      |
| Мой серебряный шар                                                             | 15 сентября 2003—26 июля 2010                             | Россия/Россия-1                                                      | Виталий Вульф | документальная программа                                                 |
| Частная жизнь                                                                  | 8 декабря 2003—28 декабря 2007                            | Россия (2003—2007), Домашний (2007)                                  | Владимир Молчанов, Лика Кремер | ток-шоу                                                                  |
| Детали                                                                         | 5 января 2004—26 декабря 2007                             | СТС                                                                  | Тина Канделаки, с 2007 — соведущие Рената Литвинова и Кирилл Серебренников | ток-шоу, интервью                                                        |
| Детали утром                                                                   | 5 января—31 декабря 2004                                  | СТС                                                                  | Александра Маркво, Анастасия Чухрай | ток-шоу, интервью                                                        |
| Спасите, ремонт!                                                               | 4 сентября 2004—18 июня 2005                              | СТС                                                                  | Сергей Белоголовцев | развлекательная программа, квартирный ремонт                             |
| Снимите это немедленно!                                                        | 5 сентября 2004—10 апреля 2016                            | СТС                                                                  | Александра Вертинская (2004—2007), Таша Строгая (2004—2007, 2008—2014, 2015—2016), Наталья Стефаненко (2007—2014, 2015—2016), Мария Железнякова (2007—2008), Светлана Захарова и Ксения Чилингарова (2014) | развлекательная программа о моде и стиле                                 |
| Это любовь!                                                                    | 5 сентября—3 октября 2004                                 | СТС                                                                  | Фёдор Павлов-Андреевич | развлекательная программа                                                |
| Форт Боярд                                                                     | 5 сентября 2004—17 декабря 2006                           | Россия, в 2004—2007 годах — в повторах на канале Спорт               | Леонид Ярмольник (2004—2006) и Оксана Фёдорова (2004), Елена Корикова и Екатерина Коновалова (2006) | приключения                                                              |
| Полезное утро                                                                  | 6 марта 2005—30 декабря 2006                              | Домашний                                                             | Елена Ищеева, Татьяна Плотникова, Вадим Тихомиров, Сергей Новиков, Татьяна Пушкина, Дарья Субботина, Денис Семенихин и др.                                                                                 | утренний канал                                                           |
| Линии жизни                                                                    | 6 марта 2005—26 декабря 2006                              | Домашний                                                             | Екатерина Одинцова | медицинский тележурнал                                                   |
| Друзья моего хозяина                                                           | 6 марта 2005—27 декабря 2008                              | Домашний                                                             | Ольга Сидорова (2005), Ирина Петровская (2005—2008) | программа о домашних животных                                            |
| Кулинарный техникум                                                            | 6 марта 2005—29 июня 2007                                 | Домашний                                                             | Михаил Полицеймако | кулинарная программа                                                     |
| Дом с мезонином                                                                | 6 марта 2005—29 декабря 2007                              | Домашний                                                             | Александра Вертинская (2005), Наталья Барбье (2005—2007) | программа о домах                                                        |
| Модная прививка                                                                | 6 марта 2005—26 августа 2007                              | Домашний                                                             | Светлана Бондарчук | тележурнал о моде                                                        |
| Жизнь в цветах                                                                 | 6 марта 2005—28 сентября 2006                             | Домашний                                                             | Сергей Новиков | познавательная программа                                                 |
| Домашнее чтение                                                                | 6 марта 2005—4 февраля 2007                               | Домашний                                                             | Александр Шаталов | книжная программа                                                        |
| Поговори с ней                                                                 | 6 марта—24 апреля 2005                                    | Домашний                                                             | Елена Дробышева | ток-шоу                                                                  |
| Полевые работы                                                                 | 7 марта 2005—7 июня 2008                                  | Домашний                                                             | Сергей Новиков | развлекательно-познавательная передача                                   |
| Гнездо                                                                         | 7 марта 2005—30 сентября 2006                             | Домашний                                                             | Анастасия Чухрай | разговорная программа                                                    |
| В форме                                                                        | 7 марта 2005—3 марта 2006                                 | Домашний                                                             | Татьяна Плотникова (2005—2006), Яна Лапутина (2006) | программа о здоровье                                                     |
| Старая афиша                                                                   | 7 марта—8 ноября 2005                                     | Домашний                                                             | Павел Любимцев | программа о старой эстраде                                               |
| Шеф                                                                            | 7 марта 2005—4 марта 2006                                 | Домашний                                                             | | кулинарная программа                                                     |
| Ручная работа                                                                  | 7 марта 2005—4 марта 2006                                 | Домашний                                                             | Таша Строгая | программа про вещи                                                       |
| Время красоты                                                                  | 7 марта 2005—27 декабря 2006, 29 мая—25 декабря 2008      | Домашний                                                             | Яна Лапутина | программа о красоте                                                      |
| Мир в твоей тарелке                                                            | 7 марта 2005—20 июня 2007, 28 января 2008—25 декабря 2009 | Домашний                                                             | Юлия Ярославская (2005—2007), Татьяна Веденеева (2008), Сергей Цигаль (2009) | кулинарная программа                                                     |
| Советы от...                                                                   | 7 марта—28 июля 2005                                      | Домашний                                                             | | познавательная программа                                                 |
| Бездонные антресоли                                                            | 8 марта 2005—25 декабря 2006                              | Домашний                                                             | Елена Теплицкая | программа о старых вещах                                                 |
| А ну-ка, дачники!                                                              | 8 марта—22 августа 2005                                   | Домашний                                                             | Вадим Тихомиров | программа для любителей садоводства и загородной жизни                   |
| С белого листа                                                                 | 8 марта 2005—3 марта 2006                                 | Домашний                                                             | Дарья Хмельницкая (2005), Андрей Новиков (2005—2006) | программа о ремонте                                                      |
| Коллекция идей                                                                 | 8 марта 2005—24 августа 2008                              | Домашний                                                             | Татьяна Пушкина (2005), Таша Строгая (2006—2008) | программа об истории моды                                                |
| Детская                                                                        | 8 марта 2005—5 марта 2006                                 | Домашний                                                             | Мария Тарасевич (2005), Татьяна Абрамова (2005—2006) | программа об обустройстве детской комнаты                                |
| На вкус и цвет                                                                 | 8 марта—24 сентября 2005                                  | Домашний                                                             | Вадим Тихомиров | кулинарная программа                                                     |
| CARенина                                                                       | 8 марта 2005—25 августа 2007                              | Домашний                                                             | Екатерина Каренина | программа об автомобилях                                                 |
| Свободное время                                                                | 8 марта 2005—30 июня 2007                                 | Домашний                                                             | Надежда Родионова (2005—2006), Анастасия Чухрай (2006), Татьяна Плотникова (2006—2007) | афиша культурных событий                                                 |
| Табантон                                                                       | 8—11 марта 2005                                           | Домашний                                                             | Антон Табаков | кулинарная программа                                                     |
| Стильные метры                                                                 | 9 марта—10 июня 2005                                      | Домашний                                                             | Дмитрий Алексеев, Нина Алексеева | программа о дизайне помещений                                            |
| Камень, ножницы, бумага                                                        | 14 марта—25 июля 2005                                     | Домашний                                                             | Илья Хвостиков | познавательная программа                                                 |
| Штучка                                                                         | 14—18 марта 2005                                          | Домашний                                                             | Александра Вертинская | программа о вещах для украшения дома своими руками                       |
| Городское путешествие                                                          | 16 марта 2005—4 декабря 2011                              | Домашний                                                             | Павел Любимцев | познавательная программа                                                 |
| Сладкие истории                                                                | 18 марта 2005—26 октября 2013                             | Домашний                                                             | Александр Селезнёв, Эдуард Лебедев | кулинарная программа                                                     |
| ИноСтранная кухня                                                              | 28 марта 2005—26 сентября 2010                            | Домашний                                                             | | кулинарная программа                                                     |
| Генеральная уборка                                                             | 6 апреля 2005—4 марта 2006                                | Домашний                                                             | Татьяна Пушкина | программа об уборке                                                      |
| Правильный дом                                                                 | 7 апреля 2005—28 июля 2007                                | Домашний                                                             | Эйс | познавательная программа                                                 |
| Заграничные штучки                                                             | 5 мая 2005—1 января 2009                                  | Домашний                                                             | Марина Топтыгина | программа о путешествиях                                                 |
| Семейный доктор                                                                | 15 мая 2005—29 декабря 2006                               | Домашний                                                             | | программа о здоровье                                                     |
| Камертон                                                                       | 21 мая 2005—16 декабря 2009                               | Культура                                                             | Сати Спивакова | музыкально-познавательная программа                                      |
| В интересном положении                                                         | 21 мая 2005—28 декабря 2006                               | Домашний                                                             | Ольга Синяева | программа для будущих мам                                                |
| Уроки рисования                                                                | 29 мая—30 октября 2005                                    | Домашний                                                             | Дмитрий Цветков, Екатерина Филимонова | программа об изобразительном искусстве                                   |
| Декоративные страсти                                                           | 1 августа 2005—22 января 2011                             | Домашний                                                             | Марат Ка | программа о ремонте                                                      |
| Школа здоровья                                                                 | 5 августа 2005—22 декабря 2006                            | Домашний                                                             | Екатерина Одинцова | научно-популярная программа о здоровье                                   |
| Самые красивые дома мира                                                       | 1 сентября 2005—3 июня 2006                               | Домашний                                                             | | программа о жилых домах в различных уголках земного шара                 |
| Мать и дочь                                                                    | 21 января 2006—11 мая 2011                                | Домашний (2006, 2007—2011), СТС (2007)                               | | документальная программа                                                 |
| Полезный день                                                                  | 6 марта—30 июня 2006                                      | Домашний                                                             | Татьяна Веденеева, Елена Ищеева, Ашот Насибов | дневной канал                                                            |
| Детский доктор                                                                 | 14 мая—21 ноября 2006                                     | Домашний                                                             | Илья Митюшин | программа о здоровье малыша                                              |
| Детская комната                                                                | 5 июля—14 сентября 2006                                   | Домашний                                                             | Татьяна Плотникова | программа о ремонте                                                      |
| Мировые бабушки                                                                | 7 июля 2006—25 августа 2007                               | Домашний                                                             | Дарья Субботина | кулинарная программа                                                     |
| Татьянин день                                                                  | 23 августа 2006—24 августа 2007                           | Домашний                                                             | Татьяна Веденеева | программа о моде                                                         |
| Маляр Ка                                                                       | 28 августа—11 сентября 2006                               | Домашний                                                             | Марат Ка | программа о ремонте                                                      |
| В круге света                                                                  | 2—10 сентября 2006                                        | Домашний                                                             | Светлана Сорокина, Алексей Венедиктов | общественно-политическое ток-шоу                                         |
| Двое                                                                           | 10 декабря 2006—18 мая 2008                               | Домашний                                                             | | документальный сериал о семейных парах                                   |
| Домашние сказки                                                                | 9 января 2007—30 декабря 2008                             | Домашний                                                             | Александр Олешко, Ольга Прокофьева | вечерняя программа для детей и их родителей                              |
| Спросите повара                                                                | 13 января 2007—27 декабря 2014                            | Домашний                                                             | Владимир Воробейчик, Андрей Тимошин, Юрий Рожков, Константин Ивлев | кулинарная программа                                                     |
| Улицы мира                                                                     | 13 января—26 мая 2007                                     | Домашний                                                             | | познавательная программа                                                 |
| Свадебный переполох                                                            | 13 января—23 июня 2007                                    | СТС                                                                  | Тина Канделаки | реалити-шоу                                                              |
| Цветная революция                                                              | 15 января 2007—24 августа 2008                            | Домашний                                                             | Елена Теплицкая | программа о дизайне                                                      |
| День красоты                                                                   | 15 января—24 декабря 2007                                 | Домашний                                                             | Яна Лапутина | программа о красоте                                                      |
| День здоровья                                                                  | 17 января—27 декабря 2007                                 | Домашний                                                             | Екатерина Одинцова (январь-август 2007), Дмитрий Бельцевич (август-декабрь 2007) | программа о здоровье                                                     |
| Детский день                                                                   | 18 января—25 декабря 2007                                 | Домашний                                                             | Татьяна Лазарева | программа о серьёзных проблемах детского воспитания и здоровья           |
| Мнимый больной                                                                 | 24 января—22 августа 2007                                 | Домашний                                                             | Вадим Тихомиров | программа о здоровье                                                     |
| Библиотека «Огонька»                                                           | 11 февраля—29 декабря 2007                                | Домашний                                                             | Александр Шаталов | книжная программа                                                        |
| Второе дыхание                                                                 | 13 марта—29 июня 2007                                     | Домашний                                                             | Елена Ищеева | авторская программа                                                      |
| Одень свою подругу                                                             | 27 августа—24 декабря 2007                                | Домашний                                                             | Светлана Бондарчук | программа о моде                                                         |
| Сделай мне ребёнка                                                             | 27 августа—24 декабря 2007, 27 мая—23 декабря 2008        | Домашний                                                             | Сергей Новиков | программа для будущих родителей                                          |
| Охотники за рецептами                                                          | 28 августа 2007—27 декабря 2008                           | Домашний                                                             | Сергей Цигаль, Мариэтта Цигаль-Полищук | кулинарная программа                                                     |
| Обмани ремонт                                                                  | 30 августа—27 декабря 2007                                | Домашний                                                             | Татьяна Плотникова | программа о ремонте                                                      |
| Философия вкуса                                                                | 30 августа—27 декабря 2007                                | Домашний                                                             | Анатолий Комм | кулинарная программа                                                     |
| Женская собственность                                                          | 31 августа—28 декабря 2007                                | Домашний                                                             | Дарья Субботина | программа о женщинах и для женщин                                        |
| Мужские игры                                                                   | 1 сентября—13 октября 2007                                | Домашний                                                             | Вадим Тихомиров, Алекс Дубас | программа для мужчин                                                     |
| Верните мне маму                                                               | 1 сентября—30 декабря 2007                                | СТС                                                                  | Максим Дрозд | развлекательная программа                                                |
| Сделайте это красиво                                                           | 1—22 сентября 2007                                        | СТС                                                                  | Марат Ка | программа об интерьере                                                   |
| Няня Аня                                                                       | 1 сентября 2007—27 декабря 2008                           | Бибигон                                                              | Анна Асташкина | программа для детей                                                      |
| Вкусы мира                                                                     | 2 сентября 2007—26 марта 2013                             | Домашний                                                             | | кулинарная программа                                                     |
| Ступени                                                                        | 3 сентября 2007—2 августа 2008                            | Россия/Бибигон                                                       | Сергей Белоголовцев, Николай Тамразов | детская телеигра                                                         |
| Белым по чёрному                                                               | 20 октября—8 декабря 2007                                 | Россия                                                               | Светлана Сорокина | социальное ток-шоу                                                       |
| Мужской портрет                                                                | 27 октября 2007—6 июля 2008                               | Домашний                                                             | Анастасия Чухрай | программа об идеальных избранниках                                       |
| Кто умнее пятиклассника?                                                       | 9 декабря 2007—20 июля 2008                               | СТС                                                                  | Александр Пушной | телеигра                                                                 |
| Лига пациентов                                                                 | 28 января—23 мая 2008                                     | Домашний                                                             | Екатерина Одинцова, Сергей Новиков, Ирина Обухова, Александр Саверский, Яна Лапутина | медицинский проект                                                       |
| Люди и традиции                                                                | 24 февраля—28 декабря 2008                                | Домашний                                                             | Эйс | познавательная программа                                                 |
| Хорошие шутки                                                                  | 24 февраля 2008—13 июля 2012                              | СТС                                                                  | Татьяна Лазарева, Михаил Шац, Александр Пушной | юмористическая программа                                                 |
| Как найти мужа?                                                                | 23 мая—22 августа 2008                                    | Россия                                                               | Ксения Стриж | развлекательная программа                                                |
| Незвёздное детство                                                             | 26 мая—30 декабря 2008                                    | Домашний                                                             | Евгений Лесной | документальная программа                                                 |
| Династия                                                                       | 10 августа—28 декабря 2008                                | Домашний                                                             | | документальная программа                                                 |
| Академия художеств                                                             | 25 августа 2008—8 октября 2010                            | Бибигон                                                              | Дмитрий Хаустов (2008), Ирина Маковеева (2010) | познавательная программа для детей                                       |
| Кулинарная академия                                                            | 30 августа 2008—14 марта 2009                             | Бибигон                                                              | Олег Ильин | кулинарная программа для детей                                           |
| Женская форма (с 13 августа 2011 года — «Красота требует!»)                    | 31 августа 2008—25 мая 2013                               | Домашний                                                             | Владислав Лисовец (2008—2012), Тимур Гучкаев (2012—2013) | развлекательная программа                                                |
| Цветочные истории                                                              | 31 августа 2008—8 января 2010                             | Домашний                                                             | Сергей Новиков | познавательная программа                                                 |
| Люди мира                                                                      | 31 августа—28 декабря 2008                                | Домашний                                                             | Марина Топтыгина | познавательная программа                                                 |
| Знакомые вещи                                                                  | 28 сентября—28 декабря 2008                               | Домашний                                                             | | научно-популярная программа                                              |
| Женская правда                                                                 | 10 ноября—5 декабря 2008                                  | Домашний                                                             | Мария Аронова | программа для женщин                                                     |
| Живые истории                                                                  | 17 января 2009—23 апреля 2011                             | Домашний                                                             | Сергей Новиков, Ирина Петровская | программа о животных                                                     |
| Модный журнал                                                                  | 18 января—26 апреля 2009                                  | Домашний                                                             | Татьяна Веденеева | тележурнал                                                               |
| Домашняя энциклопедия                                                          | 19 января—21 августа 2009                                 | Домашний                                                             | Екатерина Одинцова, Татьяна Агафонова, Сергей Новиков, Сергей Гурьев, Вадим Тихомиров | программа о здоровье                                                     |
| Скажи, что не так?!                                                            | 19 января 2009—23 июня 2011                               | Домашний                                                             | Анастасия Мыскина, Яна Лапутина, Игорь Чер-ский | ток-шоу                                                                  |
| Русские жёны                                                                   | 7 марта—5 апреля 2009                                     | Домашний                                                             | | документальная программа                                                 |
| Дачные истории                                                                 | 11 апреля 2009—1 сентября 2013                            | Домашний                                                             | Сергей Новиков | познавательная программа                                                 |
| Мужские игры                                                                   | 21 мая—5 ноября 2009                                      | Интернет-портал «Posttv.ru»                                          | Олег Тактаров | реалити-шоу                                                              |
| Дикая еда                                                                      | 24 мая 2009—19 сентября 2010 (с перерывами)               | Домашний                                                             | Вадим Тихомиров | кулинарная программа                                                     |
| Скажи, что не так?! Звёздные истории (с 6 июня 2011 года — «Звёздные истории») | 1 июня 2009—23 мая 2014                                   | Домашний                                                             | | документальная программа                                                 |
| Отчаянные домохозяйки                                                          | 10 августа—18 сентября 2009                               | Россия                                                               | Александра Буратаева, Ника Ганич, Екатерина Коновалова, Татьяна Недзвецкая | ток-шоу о доме                                                           |
| Еда с Алексеем Зиминым                                                         | 23 августа—27 декабря 2009, 28 августа—11 сентября 2011   | Домашний                                                             | Алексей Зимин | кулинарная программа                                                     |
| Необыкновенные судьбы                                                          | 29 августа 2009—27 декабря 2010                           | Домашний                                                             | | документальная программа                                                 |
| Города мира                                                                    | 29 августа 2009—2 марта 2013                              | Домашний                                                             | | познавательная программа                                                 |
| Дело вкуса                                                                     | 31 августа 2009—5 января 2010                             | Домашний                                                             | Татьяна Веденеева | кулинарная программа                                                     |
| Двенадцать                                                                     | 12 сентября—4 декабря 2009                                | ДТВ                                                                  | Андрей Ургант | судебное ток-шоу                                                         |
| Расследования Олега Тактарова                                                  | 26 сентября—1 ноября 2009                                 | ДТВ                                                                  | Олег Тактаров | документальная программа                                                 |
| Одни дома                                                                      | 27 сентября 2009—27 июня 2010                             | СТС                                                                  | Валдис Пельш | кулинарное шоу                                                           |
| Подари себе жизнь                                                              | 24 октября 2009—3 декабря 2011                            | Россия/Россия-1                                                      | Татьяна Шаповаленко, Юлия Чехонина, Олег Тактаров, Игорь Жижикин | просветительская программа                                               |
| Неделя еды                                                                     | 22 марта—28 октября 2010                                  | Домашний                                                             | Константин Ивлев, Юрий Рожков | кулинарное шоу                                                           |
| Родительская неделя                                                            | 5—8 апреля 2010                                           | Домашний                                                             | Татьяна Лазарева | программа для детей                                                      |
| Неделя красоты                                                                 | 12 апреля—21 октября 2010                                 | Домашний                                                             | Яна Лапутина | научно-популярная программа                                              |
| ACADEMIA                                                                       | 12 апреля 2010—26 июня 2014                               | Россия-Культура                                                      | | просветительский медиапроект                                             |
| О самом главном                                                                | 20 апреля 2010—настоящее время                            | Россия-1                                                             | Сергей Агапкин, Михаил Полицеймако, Ольга Будина, Андрей Леонов, Светлана Пермякова, Александр Мясников, Анна Шафран, Татьяна Шаповаленко                                                                  | программа о здоровье                                                     |
| Сати. Нескучная классика...                                                    | 20 апреля 2010—настоящее время                            | Россия-Культура                                                      | Сати Спивакова | музыкальное ток-шоу                                                      |
| Неделя стиля                                                                   | 9 августа 2010—31 мая 2012                                | Домашний                                                             | Владислав Лисовец | шоу о моде и стиле                                                       |
| Поединок                                                                       | 2 сентября 2010—5 октября 2017                            | Россия-1                                                             | Владимир Соловьёв | общественно-политическое ток-шоу                                         |
| Тем временем (с 4 сентября 2018 года — «Тем временем. Смыслы»)                 | 6 сентября 2010—4 августа 2020                            | Россия-Культура                                                      | Александр Архангельский | разговорная программа                                                    |
| Наш Новый год                                                                  | 27—30 декабря 2010                                        | Домашний                                                             | | документальная программа о праздновании Нового года в России             |
| Свадебное платье                                                               | 12 февраля 2011—21 сентября 2013                          | Домашний                                                             | Наталья Куликова | развлекательная программа                                                |
| С новым домом (с 27 августа 2012 года — «1000 мелочей»)                        | 28 февраля 2011—26 декабря 2013                           | Россия-1                                                             | Алексей Бегак, Елена Валюшкина (2011) | программа о дизайне и домашнем быте                                      |
| Виталий Вульф. 20 лет спустя                                                   | 14 марта и 21 апреля 2011                                 | Россия-Культура                                                      | Виталий Вульф | документальная программа                                                 |
| Жизнь по-советски                                                              | 18—21 апреля 2011                                         | Домашний                                                             | | документальная программа                                                 |
| Съешьте это немедленно!                                                        | 22 мая 2011—30 июня 2012                                  | СТС                                                                  | Наталья Стефаненко, Таша Строгая, Юрий Рожков, Константин Ивлев | кулинарная программа                                                     |
| Обмен жёнами                                                                   | 9—30 июля 2011                                            | СТС                                                                  | | реалити-шоу                                                              |
| НЕОкухня                                                                       | 3 сентября 2011—26 января 2013                            | Карусель                                                             | Александр Белоголовцев | детская кулинарно-познавательная программа                               |
| Семейный размер                                                                | 5 сентября 2011—19 апреля 2012                            | Домашний                                                             | Анастасия Мыскина, Вадим Тихомиров, Алексей Ковальков | ток-шоу о здоровом образе жизни                                          |
| Куда приводят мечты                                                            | 11 сентября 2011—8 мая 2012                               | Домашний                                                             | Татьяна Лютаева | культурно-познавательная программа                                       |
| Что делать?                                                                    | 18 сентября 2011—29 июля 2020                             | Россия-Культура                                                      | Виталий Третьяков | общественно-политическая программа                                       |
| О здоровье                                                                     | 7 ноября—30 декабря 2011                                  | Доверие                                                              | Василий Генералов | ток-шоу                                                                  |
| Выборы-2011. Дебаты                                                            | 7 ноября—2 декабря 2011                                   | Россия-1                                                             | Владимир Соловьёв | предвыборные дебаты кандидатов в депутаты Государственной думы           |
| Счастливый возраст                                                             | 14 ноября 2011—29 июня 2012                               | Доверие                                                              | Лариса Лужина | познавательная программа                                                 |
| Полиглот                                                                       | 16 января 2012—23 июня 2016                               | Россия-Культура                                                      | Дмитрий Петров | интеллектуальное реалити-шоу                                             |
| Платье моей мечты                                                              | 11 февраля—28 октября 2012                                | Домашний                                                             | Наталья Куликова | развлекательная программа                                                |
| Белая студия                                                                   | 11 февраля 2012—настоящее время                           | Россия-Культура                                                      | Дарья Златопольская | разговорная программа                                                    |
| Еда по правилам и без                                                          | 13 февраля 2012—19 декабря 2013                           | Домашний                                                             | Алексей Ковальков, Анастасия Мыскина, Вадим Тихомиров (2012), Антон Аренс (2013) | кулинарная программа                                                     |
| Выборы-2012. Дебаты                                                            | 27 февраля—2 марта 2012                                   | Россия-1                                                             | Владимир Соловьёв | предвыборные дебаты кандидатов в президенты России                       |
| Французские уроки                                                              | 18 марта—15 апреля 2012                                   | Домашний                                                             | Ника Белоцерковская | кулинарная программа                                                     |
| Частная история                                                                | 29 марта 2012—31 мая 2015                                 | Москва Доверие                                                       | | программа о советских и российских актрисах                              |
| Главные люди                                                                   | 15 апреля 2012—23 ноября 2014 (с перерывами)              | Домашний                                                             | Анастасия Мыскина | ток-шоу о детях                                                          |
| Мода из комода                                                                 | 25 августа 2012—20 октября 2015                           | Карусель                                                             | Агата (Алёна Спивак) | развлекательная программа о моде для детей                               |
| Гардероб навылет                                                               | 3 сентября 2012—22 мая 2014                               | Домашний                                                             | Тимур Гучкаев, Анна Чигиринских | программа о моде и стиле                                                 |
| Мужская работа                                                                 | 9 сентября 2012—13 января 2013                            | Домашний                                                             | Вадим Калинич | кулинарная программа                                                     |
| Рецепт её молодости                                                            | 9 сентября—2 декабря 2012                                 | Россия-1                                                             | Сергей Агапкин, Анна Чигиринских | просветительская программа                                               |
| Воскресный вечер (с 2014 года — «Вечер»)                                       | 9 сентября 2012—настоящее время                           | Россия-1                                                             | Владимир Соловьёв | политическое ток-шоу                                                     |
| Битва хоров                                                                    | 16 сентября 2012—29 декабря 2013                          | Россия-1                                                             | Валерий Меладзе, Наталья Стефаненко, Екатерина Варнава, Потап (2013) | музыкальная программа, вокальное шоу                                     |
| Красота на заказ                                                               | 28 сентября 2012—6 июня 2013                              | Домашний                                                             | Аврора, Виктория Боня | развлекательное шоу для женщин                                           |
| Лавка вкуса                                                                    | 7 октября 2012—26 октября 2013                            | Домашний                                                             | Марк Стаценко | кулинарная программа                                                     |
| Достать звезду                                                                 | 12 октября 2012—18 сентября 2013                          | Домашний                                                             | Анна Заворотнюк | молодёжная шоу-программа                                                 |
| Москва говорит                                                                 | 29 октября 2012—31 января 2013                            | Москва Доверие                                                       | Галина Коньшина, Лидия Неклюдова | общественное ток-шоу                                                     |
| Итальянские уроки                                                              | 17—25 ноября 2012                                         | Домашний                                                             | Альбано Карризи | кулинарная программа                                                     |
| Новогодняя неделя еды                                                          | 24 декабря 2012—26 декабря 2013                           | Домашний                                                             | Константин Ивлев, Юрий Рожков, Марк Стаценко, Василий Емельяненко, Вадим Калинич | кулинарная программа                                                     |
| 50 плюс                                                                        | 13 января 2013—21 декабря 2014                            | Москва Доверие                                                       | Ирина Грибулина (2013), Жанна Эппле (2014) | программа, посвящённая зрелому возрасту                                  |
| Хотите жить долго?                                                             | 1 февраля—2 октября 2013                                  | Москва Доверие                                                       | Галина Коньшина, Сергей Чуб | ток-шоу о здоровье                                                       |
| Практическая магия                                                             | 4 марта 2013—15 января 2014                               | Домашний                                                             | | документальная программа                                                 |
| Свои правила                                                                   | 4 марта—23 мая 2013                                       | Домашний                                                             | Наталья Куликова | программа для женщин                                                     |
| Большие танцы                                                                  | 9 марта—4 мая 2013                                        | Россия-1                                                             | Фёдор Бондарчук, Наталья Стефаненко, Альбина Джанабаева | танцевальное шоу                                                         |
| Прямой разговор                                                                | 28 марта—25 июля 2013                                     | Подмосковье                                                          | Владимир Соловьёв, Андрей Воробьёв | беседа с губернатором Московской области                                 |
| Живи сейчас!                                                                   | 1 мая—12 июля 2013                                        | ТВ Центр                                                             | Сергей Белоголовцев, Анна Невская | познавательная программа                                                 |
| Дом вверх дном                                                                 | 12 августа—1 ноября 2013                                  | ТВ Центр                                                             | Михаил Полицеймако | семейное ток-шоу                                                         |
| Давай оденемся                                                                 | 17 августа—28 декабря 2013                                | Домашний                                                             | Екатерина Добрякова, Максим Рапопорт | программа о красоте и стиле                                              |
| Мой папа — мастер                                                              | 1 сентября—13 октября 2013                                | Россия-1                                                             | Станислав Дужников | семейная телеигра                                                        |
| Наш выход!                                                                     | 1 сентября 2013—26 октября 2014                           | Россия-1                                                             | Анна Шульгина, Алексей Воробьёв (2013), Юлия Ковальчук, Алексей Чумаков (2014) | вокальное шоу                                                            |
| НЕОвечеринка                                                                   | 6 сентября 2013—28 февраля 2015                           | Карусель                                                             | Александр Белоголовцев | детская познавательная программа о путешествиях                          |
| Формула любви. Ты и я                                                          | 16—24 декабря 2013                                        | Москва Доверие                                                       | Андрей Леонов, Юлианна Шахова | ток-шоу                                                                  |
| Правила жизни                                                                  | 6 января 2014—настоящее время                             | Россия-Культура                                                      | Алексей Бегак (2014—2022), Филипп Бегак (с 2022) | ток-шоу                                                                  |
| Детки                                                                          | 20 января—23 марта 2014                                   | Домашний                                                             | | документальная программа                                                 |
| Бери и ешь                                                                     | 25 января—1 марта 2014                                    | Домашний                                                             | Антон Аренс | кулинарная программа                                                     |
| Простые сложности                                                              | 8 апреля—27 декабря 2014                                  | ТВ Центр                                                             | Марина Кащенко, Виктор Пономаренко | документально-психологическая программа                                  |
| Право знать!                                                                   | 19 апреля 2014—настоящее время                            | ТВ Центр                                                             | Сергей Минаев (2014—2015), Дмитрий Куликов (с 2015) | общественно-политическое ток-шоу                                         |
| Идеальная пара                                                                 | 26 мая—10 июля 2014                                       | Домашний                                                             | Елена Кулецкая | развлекательная программа                                                |
| В гостях с Дмитрием Ситковецким                                                | 16—19 июня 2014                                           | Россия-Культура                                                      | Дмитрий Ситковецкий | разговорная программа                                                    |
| Моя «прекрасная» свадьба                                                       | 11—27 августа 2014                                        | Ю                                                                    | | развлекательная программа                                                |
| Клетка                                                                         | 16 августа—4 октября 2014                                 | Россия-1                                                             | Дмитрий Губерниев | игровое шоу, телеигра                                                    |
| В движении                                                                     | 30 августа 2014—12 декабря 2015                           | Москва Доверие                                                       | Сергей Бубновский | программа о здоровье                                                     |
| Идём в кино!                                                                   | 6 сентября 2014—16 июля 2016                              | Карусель                                                             | Александр Якин, Татьяна Цыварева (2014—2015), Софья Хилькова (2015—2016) | детская познавательная программа о кинофильмах                           |
| Топ-модель по-русски. Международный сезон                                      | 19 октября—28 декабря 2014                                | Ю                                                                    | Наталья Стефаненко | реалити-шоу                                                              |
| Мой герой                                                                      | 3 марта 2015—настоящее время                              | ТВ Центр                                                             | Татьяна Устинова | ток-шоу                                                                  |
| Живое слово                                                                    | 9 июня 2015—7 апреля 2016                                 | Россия-Культура                                                      | Владимир Аннушкин | интеллектуальное реалити-шоу                                             |
| Раскрывая тайны звёзд                                                          | 5 сентября 2015—17 декабря 2023                           | Москва Доверие                                                       | | программа об известных людях                                             |
| Правила движения                                                               | 26 сентября 2015—18 июня 2016                             | Россия-1                                                             | Анна Семенович, Сергей Бубновский | программа о здоровом образе жизни                                        |
| 100 великих                                                                    | 12 ноября 2015—9 июня 2016                                | Че                                                                   | | документальная программа                                                 |
| Выжить в лесу                                                                  | 12 ноября 2015—12 марта 2016                              | Че                                                                   | Алексей Седой | реалити-шоу                                                              |
| Личное                                                                         | 21 ноября 2015—15 октября 2016                            | Россия-1                                                             | | программа об известных людях                                             |
| Критик                                                                         | 23 ноября 2015—12 апреля 2016                             | Россия-Культура                                                      | Дмитрий Трубочкин | ток-шоу                                                                  |
| Главконцерт                                                                    | 19—31 декабря 2015                                        | Москва Доверие                                                       | Виктор Добронравов, Анастасия Стоцкая | шоу-концерт                                                              |
| Выход есть                                                                     | 21 февраля—29 мая 2016                                    | Москва Доверие                                                       | Александр Трещёв, Виктор Пономаренко | документально-психологическая программа                                  |
| Человек против мухи                                                            | 13 марта—24 апреля 2016                                   | Че                                                                   | Дмитрий Губерниев, Роман Вагин | спортивно-развлекательное шоу                                            |
| Прямой эфир с мэром Москвы                                                     | 15 июня 2016                                              | ТВ Центр                                                             | Алексей Фролов | беседа с мэром Москвы                                                    |
| Выборы-2016. Дебаты                                                            | 22 августа—8 сентября 2016                                | Россия-1                                                             | Дмитрий Щугорев | предвыборные дебаты кандидатов в депутаты Государственной думы           |
| Естественный отбор                                                             | 3 октября 2016—26 мая 2020                                | ТВ Центр                                                             | Отар Кушанашвили, Александр Борисов, Зинаида Руденко | ток-шоу о товарах народного потребления                                  |
| Семейный альбом                                                                | 29 октября 2016—11 сентября 2017                          | Россия-1                                                             | Евгений Додолев | документальная разговорная программа                                     |
| Синяя птица                                                                    | 13 ноября 2016—настоящее время                            | Россия-1                                                             | Дарья Златопольская, Александр Гуревич (2016—2017), Виктор Хориняк (2018), Алексей Воробьёв (2018) | детский конкурс юных талантов                                            |
| Синяя птица. Кастинг                                                           | 27 ноября 2016—17 декабря 2017                            | Россия-1                                                             | Дарья Златопольская | кастинг конкурса юных талантов                                           |
| Новый год в прямом эфире                                                       | 31 декабря 2016—настоящее время                           | ТВ Центр                                                             | разные | новогодняя развлекательная программа                                     |
| Специальный корреспондент                                                      | 6 марта—18 сентября 2017                                  | Россия-1                                                             | Андрей Медведев | документальное ток-шоу                                                   |
| Профилактика                                                                   | 11 марта 2017—30 декабря 2018                             | Москва 24                                                            | Алексей Вершинин | информационно-юмористическое шоу                                         |
| Откровенно                                                                     | 20 марта—5 июня 2017                                      | ТВ Центр                                                             | Оксана Байрак | ток-шоу                                                                  |
| Красный проект                                                                 | 7 апреля 2017—30 июня 2018                                | ТВ Центр                                                             | Дмитрий Куликов | историческое ток-шоу                                                     |
| Агора                                                                          | 20 мая 2017—настоящее время                               | Россия-Культура                                                      | Михаил Швыдкой | ток-шоу                                                                  |
| Выборы-2018. Дебаты                                                            | 28 февраля—15 марта 2018                                  | Россия-1                                                             | Владимир Соловьёв | предвыборные дебаты кандидатов в президенты России                       |
| Москва. Кремль. Путин                                                          | 2 сентября 2018—настоящее время                           | Россия-1                                                             | Владимир Соловьёв, Павел Зарубин | политический тележурнал                                                  |
| Спасите, я не умею готовить!                                                   | 16 сентября 2018—29 августа 2021                          | ТВ Центр                                                             | Отар Кушанашвили | кулинарная программа                                                     |
| Кто против?                                                                    | 21 января—27 декабря 2019, 3 марта 2022—30 июня 2023      | Россия-1                                                             | Владимир Соловьёв, Сергей Михеев, Гия Саралидзе, Владимир Аверин (все — 2019), Дмитрий Куликов (2019, 2022—2023)                                                                                           | общественно-политическое ток-шоу                                         |
| Скажи мне правду                                                               | 8 апреля—25 июня 2019                                     | ТВ-3                                                                 | Владимир Дашевский | психологическое шоу                                                      |
| 100янов                                                                        | 1 мая 2019—29 августа 2020                                | Россия-1                                                             | Юрий Стоянов | юмористическое шоу                                                       |
| Правила стиля                                                                  | 5 августа—23 декабря 2019                                 | Disney                                                               | Надежда Михалкова | лайфстайл-шоу                                                            |
| Доктор 24                                                                      | 14 октября 2019—настоящее время                           | Москва 24                                                            | Илья Егоров (2019), Алёна Рабинович, Анна Арутюнова, Юлиан Капицын (с 2020) | медицинская программа                                                    |
| Хорошо за 50                                                                   | 16 января—18 марта 2020                                   | YouTube-канал «Куки-Внуки / Хорошо за 50!»                           | Таша Строгая | проект о моде                                                            |
| Модель XL                                                                      | 22 февраля—12 декабря 2020                                | Ю                                                                    | | реалити-шоу                                                              |
| Соловьёв Live                                                                  | 11 марта 2020—настоящее время                             | YouTube-канал «Соловьёв Live» (2020—2022), Соловьёв Live (с 2022)    | Владимир Соловьёв | авторская политическая программа                                         |
| Полный контакт                                                                 | 24 марта 2020—настоящее время                             | YouTube-канал «Соловьёв Live» (2020—2022), Соловьёв Live (с 2022)    | Владимир Соловьёв, Анна Шафран (2020) | утреннее шоу                                                             |
| Спасибо, доктор                                                                | 30 марта—29 июня 2020                                     | YouTube-канал «Соловьёв Live»                                        | Владимир Соловьёв, Александр Мясников | разговорная программа                                                    |
| Соловьёв Лайт                                                                  | 4 апреля—16 мая 2020                                      | YouTube-канал «Соловьёв Live»                                        | Владимир Соловьёв | авторская политическая программа                                         |
| 24/7 COVID-19                                                                  | 27 апреля—14 мая 2020                                     | НТВ                                                                  | | медицинская программа                                                    |
| Свиняша Антистресс                                                             | 11 мая—10 августа 2020                                    | Instagram-аккаунт @piggy_pop_show                                    | Свиняша | шоу о похудении                                                          |
| Профессор смотрит в мiръ                                                       | 29 мая 2020—настоящее время                               | YouTube-канал «Соловьёв Live» (2020—2022), Соловьёв Live (с 2022)    | Дмитрий Евстафьев | субъективный анализ самых главных событий недели                         |
| Доктор Мясников                                                                | 6 июня 2020—настоящее время                               | Россия-1                                                             | Александр Мясников | медицинская программа                                                    |
| Стена Сосновского                                                              | 22 июня 2020—14 февраля 2022                              | YouTube-канал «Соловьёв Live»                                        | Александр Сосновский | авторский стрим                                                          |
| Наши                                                                           | 7 июля 2020—3 января 2023                                 | YouTube-канал «Соловьёв Live» (2020—2022), Соловьёв Live (2022—2023) | Борис Якеменко | авторский взгляд на внутриполитические, социальные и культурные процессы |
| Лабиринт Карнаухова                                                            | 17 июля 2020—настоящее время                              | YouTube-канал «Соловьёв Live» (2020—2022), Соловьёв Live (с 2022)    | Сергей Карнаухов | самые важные новости мира                                                |
| Армагеддоныч                                                                   | 12 августа 2020—17 октября 2023                           | YouTube-канал «Соловьёв Live» (2020—2022), Соловьёв Live (2022—2023) | Евгений Сатановский | глубокий анализ событий                                                  |
| Поле Куликова                                                                  | 2 сентября 2020—настоящее время                           | YouTube-канал «Соловьёв Live» (2020—2022), Соловьёв Live (с 2022)    | Дмитрий Куликов | авторский стрим                                                          |
| Плацдарм Леонкова                                                              | 29 октября 2020—13 сентября 2021                          | YouTube-канал «Соловьёв Live»                                        | Алексей Леонков | авторский стрим                                                          |
| Формула еды                                                                    | 21 ноября 2020—настоящее время                            | Россия-1                                                             | Сергей Агапкин (с 2020), Анна Цуканова-Котт (2020—2021), Сесиль Плеже (с 2021) | кулинарно-гастрономическое шоу                                           |
| После школы                                                                    | 11 декабря 2020—27 мая 2022                               | Disney                                                               | Елизавета Курченко, Кирилл Скрипник, Жора Русских, Василиса Суюнова, Мария Шахматова, Александр Макаров, Ума Усыкина                                                                                       | шоу для подростков                                                       |
| Михеев говорит!                                                                | 29 июня 2021—настоящее время                              | YouTube-канал «Соловьёв Live» (2021—2022), Соловьёв Live (с 2022)    | Сергей Михеев | авторский стрим                                                          |
| Не упусти                                                                      | 1 июля—26 августа 2021                                    | сообщество «Не упусти» в ВКонтакте                                   | | цикл документальных роликов                                              |
| Смена мест                                                                     | 1 июля—30 августа 2021                                    | сообщество «Смена мест» в ВКонтакте                                  | Юлиан Капицын | шоу, в котором блогер меняет профессию                                   |
| То, что едим                                                                   | 19 июля—26 августа 2021                                   | сообщество «То, что едим» в ВКонтакте                                | Ольга Апетьян | кулинарное travel-шоу                                                    |
| Один день                                                                      | 20 июля—3 сентября 2021                                   | сообщество «Один день» в ВКонтакте                                   | | программа о жизни людей неизвестных, но очень значимых                   |
| Выборы-2021. Дебаты                                                            | 31 августа—15 сентября 2021                               | Россия-1                                                             | Владимир Соловьёв | предвыборные дебаты кандидатов в депутаты Государственной думы           |
| Самый вкусный день                                                             | 18 сентября 2021—16 июля 2022                             | ТВ Центр                                                             | Татьяна Морозова | кулинарная программа                                                     |
| Без паники                                                                     | 19 сентября—10 октября 2021                               | ТВ Центр                                                             | Матвей Шестаков, Полина Баратова | программа о критических ситуациях                                        |
| Вундеркинды (с 16 января 2024 года — Самородки)                                | 19 октября 2021—настоящее время                           | Пятница!                                                             | Роман Каграманов | шоу детских талантов                                                     |
| Экономика по-русски                                                            | 24 января 2022—настоящее время                            | YouTube-канал «Соловьёв Live» (2022), Соловьёв Live (с 2022)         | Михаил Хазин | последние события в мире экономики                                       |
| Формула смысла                                                                 | 28 февраля 2022—настоящее время                           | YouTube-канал «Соловьёв Live» (2022), Соловьёв Live (с 2022)         | Дмитрий Куликов, Ольга Подолян | утреннее шоу                                                             |
| Мои одинаковые дети                                                            | 14 марта—25 апреля 2022                                   | Ю                                                                    | | реалити-шоу                                                              |
| Семинар                                                                        | 21 марта 2022—настоящее время                             | Россия-Культура                                                      | разные | образовательная программа                                                |
| Здоровый смысл                                                                 | 27 марта 2022—настоящее время                             | ТВ Центр                                                             | Екатерина Колокольцева | программа о здоровье                                                     |
| День Z                                                                         | 7 апреля 2022—настоящее время                             | Соловьёв Live                                                        | разные | новости спецоперации России на Украине за прошедшие 12 часов             |
| Время Голованова                                                               | 7 апреля 2022—настоящее время                             | Соловьёв Live                                                        | Роман Голованов | разбор ключевых событий                                                  |
| Вечер Z                                                                        | 7 апреля 2022—настоящее время                             | Соловьёв Live                                                        | разные | итоги дня                                                                |
| Утро Z                                                                         | 9 апреля 2022—настоящее время                             | Соловьёв Live                                                        | Борис Якеменко | оперативные новости                                                      |
| Мардан                                                                         | 23 апреля 2022—настоящее время                            | Соловьёв Live                                                        | Сергей Мардан | обзор последних событий                                                  |
| Геоэнергетика LIVE                                                             | 1 августа 2022—настоящее время                            | Соловьёв Live                                                        | Александр Фролов, Борис Марцинкевич | новости энергетики                                                       |
| Фейк-контроль                                                                  | 20 августа 2022—настоящее время                           | Соловьёв Live                                                        | Тимофей Ви | программа о происходящем в России и мире                                 |
| Шоу Скотта Риттера                                                             | 24 августа 2022—настоящее время                           | Соловьёв Live                                                        | Скотт Риттер | военный анализ событий                                                   |
| Гаспарян                                                                       | 20 сентября 2022—настоящее время                          | Соловьёв Live                                                        | Армен Гаспарян | авторская программа                                                      |
| Трибунал                                                                       | 30 октября 2022—настоящее время                           | Соловьёв Live                                                        | Максим Григорьев | еженедельная аналитическая программа                                     |
| Большой кэш                                                                    | 19 ноября 2022—24 августа 2023                            | Че                                                                   | Виктор Логинов | игровое шоу                                                              |
| Триста тридцать три!!!                                                         | 25 ноября 2022—настоящее время                            | Соловьёв Live                                                        | Александр Арутюнов (RAZVEDOS) | военно-аналитическая программа                                           |
| Разборы Рыбаря                                                                 | 26 января 2023—настоящее время                            | Соловьёв Live                                                        | Михаил Звинчук, Владлен Татарский | общественно-политическая программа                                       |
| На войне как на войне                                                          | 23 февраля 2023—настоящее время                           | Соловьёв Live                                                        | Владислав Шурыгин | общественно-политическая программа                                       |
| Будни роддома                                                                  | 27 февраля 2023—настоящее время                           | Ю                                                                    | | реалити-шоу                                                              |
| Выживший                                                                       | 3 марта 2023—настоящее время                              | Соловьёв Live                                                        | Александр Семченко | общественно-политическая программа                                       |
| Азарёнок. Напрямую                                                             | 5 мая 2023—настоящее время                                | Соловьёв Live                                                        | Григорий Азарёнок | информационная программа                                                 |
| Новый мир                                                                      | 22 августа 2023—настоящее время                           | Соловьёв Live                                                        | Марина Ким | аналитическая программа                                                  |
| Наши                                                                           | 28 августа 2023—31 января 2025                            | Россия-1                                                             | Дмитрий Харатьян, Юта (2023—2024), Ольга Армякова, Николай Долгачёв (2024—2025) | ток-шоу о судьбах жителей новых регионов России                          |
| На заре                                                                        | 1 сентября 2023—настоящее время                           | Соловьёв Live                                                        | Роман Гузь, Александр Топорин (сентябрь-декабрь 2023), Кристина Бусарова (с декабря 2023) | общественно-политическая программа                                       |
| Псиоп                                                                          | 13 сентября 2023—настоящее время                          | Соловьёв Live                                                        | Жора GRPZDC | политический стрим                                                       |
| Фёдоров Live                                                                   | 31 октября 2023—настоящее время                           | Соловьёв Live                                                        | Кирилл Фёдоров | личное шоу                                                               |
| Главный вопрос                                                                 | 14 декабря 2023—настоящее время                           | Соловьёв Live                                                        | Сергей Мардан | авторская программа                                                      |
| Тема                                                                           | 18 декабря 2023—настоящее время                           | Соловьёв Live                                                        | Алексей Бобровский | программа об экономике                                                   |
| Выборы-2024. Дебаты                                                            | 26 февраля—5 марта 2024                                   | Россия-1                                                             | Дмитрий Щугорев | предвыборные дебаты кандидатов в президенты России                       |
| Выборы-2024. Дебаты                                                            | 27 февраля—6 марта 2024                                   | ТВ Центр                                                             | Вера Кузьмина | предвыборные дебаты кандидатов в президенты России                       |
| Искры летят                                                                    | 14 апреля—7 июля 2024                                     | Муз-ТВ                                                               | Виктор Логинов, Анна Седокова | ток-шоу                                                                  |
| Подробнее                                                                      | 25 апреля 2024—настоящее время                            | Соловьёв Live                                                        | Иван Каменев, Марат Булатов, Александр Топорин, Роман Гузь | информационная программа                                                 |
| Башня Мамсурова                                                                | 4 мая—23 октября 2024                                     | Соловьёв Live                                                        | Георгий Мамсуров | авторская программа                                                      |
| Малькевич новых регионов                                                       | 18 мая 2024—настоящее время                               | Соловьёв Live                                                        | Александр Малькевич | авторская программа                                                      |
| Ты это видел?                                                                  | 2 сентября 2024—настоящее время                           | Соловьёв Live                                                        | Стас Васильев | информационная программа                                                 |
| Ставка                                                                         | 5 сентября 2024—настоящее время                           | Соловьёв Live                                                        | Евгений Тишковец | информационная программа                                                 |
| Newsroom                                                                       | 23 октября 2024—настоящее время                           | Соловьёв Live                                                        | Александр Валеев | информационная программа                                                 |
| Два Джи Шоу                                                                    | 6 февраля 2025—настоящее время                            | Соловьёв Live                                                        | Гия Саралидзе, Гар Дмитриев | вечернее шоу                                                             |
| Наши. Военкоры                                                                 | 8 февраля 2025—настоящее время                            | Россия-1                                                             | Ольга Армякова, Денис Полунчуков | программа о военных корреспондентах                                      |
| Большая рыба                                                                   | 1 марта 2025—настоящее время                              | Соловьёв Live                                                        | Гия Саралидзе | политическая программа                                                   |
| Богатырские игры                                                               | 9 марта 2025—настоящее время                              | СТС                                                                  | Михаил Пореченков, Дмитрий Масленников, Ника Здорик | спортивно-развлекательное шоу                                            |
| Война и мир                                                                    | 29 марта 2025—настоящее время                             | Соловьёв Live                                                        | Сергей Карнаухов, Анастасия Кашеварова | публицистическая программа                                               |

## Сериалы
| Название сериала                               | Дата выпуска                      | Канал    | Жанр                                                 |
| ---------------------------------------------- | --------------------------------- | -------- | ---------------------------------------------------- |
| 33 квадратных метра                            | 6—14 октября 2003                 | СТС      | комедия                                              |
| Дело следователя Никитина                      | 29 октября—1 ноября 2012          | Россия-1 | детектив, драма, криминальный фильм                  |
| Лекарство против страха                        | 20—24 мая 2013                    | Россия-1 | мелодрама                                            |
| Ледников                                       | 3—6 июня 2013                     | Россия-1 | детектив, экранизация                                |
| Отель «Президент»                              | 1—4 июля 2013                     | Россия-1 | мелодрама                                            |
| В зоне риска                                   | 29 июля—1 августа 2013            | Россия-1 | криминальный фильм                                   |
| Женщины на грани                               | 16 сентября 2013—25 сентября 2014 | Россия-1 | детектив, криминальный фильм                         |
| Тариф на прошлое                               | 25 октября 2013                   | Домашний | мелодрама, мистика                                   |
| Сразу после сотворения мира                    | 7 декабря 2013                    | ТВ Центр | детектив, мелодрама, экранизация                     |
| На одном дыхании                               | 26 апреля 2014                    | ТВ Центр | детектив                                             |
| Поиски улик                                    | 21—23 июля 2014                   | Россия-1 | детектив, криминальный фильм                         |
| Письма на стекле                               | 25 августа 2014—7 ноября 2015     | Россия-1 | мелодрама                                            |
| Хроника гнусных времён                         | 13 сентября 2014                  | ТВ Центр | детектив, экранизация                                |
| Нити любви                                     | 26 октября 2014                   | ТВ Центр | мелодрама                                            |
| Половинки невозможного                         | 7 декабря 2014                    | ТВ Центр | боевик, мелодрама                                    |
| Кто-то теряет, кто-то находит                  | 8 января 2015                     | Россия-1 | мелодрама                                            |
| С небес на землю                               | 4 апреля 2015                     | ТВ Центр | детектив, экранизация                                |
| Прости меня, мама                              | 27 июля—13 августа 2015           | Россия-1 | криминальный фильм                                   |
| Неподкупный                                    | 7—15 сентября 2015                | Россия-1 | криминальный фильм                                   |
| Неразрезанные страницы                         | 3 октября 2015                    | ТВ Центр | криминальный фильм, мелодрама, экранизация           |
| Один день, одна ночь                           | 10 октября 2015                   | ТВ Центр | детектив, экранизация                                |
| Ковчег Марка                                   | 17 октября 2015                   | ТВ Центр | детектив, мелодрама, экранизация                     |
| Прошлое умеет ждать                            | 25 октября 2015                   | ТВ Центр | детектив, триллер, экранизация                       |
| Капкан для звезды                              | 6 декабря 2015                    | ТВ Центр | криминальный фильм, мелодрама                        |
| Чудны дела твои, Господи!                      | 5 марта 2016                      | ТВ Центр | детектив, мелодрама, экранизация                     |
| Любовь вне конкурса                            | 23 апреля 2016                    | ТВ Центр | мелодрама                                            |
| Призрак уездного театра                        | 21 мая 2016                       | ТВ Центр | детектив, мелодрама, экранизация                     |
| Отель последней надежды                        | 17 сентября 2016                  | ТВ Центр | детектив, мелодрама, экранизация                     |
| От первого до последнего слова                 | 22 октября 2016                   | ТВ Центр | детектив, мелодрама, экранизация                     |
| Выйти замуж любой ценой                        | 6 ноября 2016                     | ТВ Центр | мелодрама, экранизация                               |
| Нераскрытый талант                             | 4 декабря 2016—19 мая 2018        | ТВ Центр | детектив, мелодрама                                  |
| Колодец забытых желаний                        | 24 декабря 2016                   | ТВ Центр | детектив, мелодрама, экранизация                     |
| Заложница                                      | 13 мая 2017                       | ТВ Центр | драма, криминальный фильм, триллер                   |
| Жизнь, по слухам, одна                         | 10 июня 2017                      | ТВ Центр | детектив, мелодрама, экранизация                     |
| Где-то на краю света                           | 14 октября 2017                   | ТВ Центр | детектив, мелодрама, экранизация                     |
| Ждите неожиданного                             | 21 октября 2017                   | ТВ Центр | детектив, мелодрама, экранизация                     |
| Алмазный эндшпиль                              | 25 ноября 2017                    | ТВ Центр | детектив, криминальный фильм, мелодрама, экранизация |
| Три в одном                                    | 15 декабря 2017—8 января 2020     | ТВ Центр | детектив                                             |
| Я выбираю тебя                                 | 24 декабря 2017                   | ТВ Центр | мелодрама                                            |
| Восемь бусин на тонкой ниточке                 | 9 июня 2018                       | ТВ Центр | детектив, экранизация                                |
| Семейное дело                                  | 15 сентября 2018                  | ТВ Центр | мелодрама                                            |
| Селфи с судьбой                                | 20 октября 2018                   | ТВ Центр | детектив, экранизация                                |
| Красота требует жертв                          | 3 ноября 2018                     | ТВ Центр | мелодрама                                            |
| Подъём с глубины                               | 25 ноября 2018                    | ТВ Центр | детектив, триллер                                    |
| Звёзды и лисы                                  | 11 мая 2019                       | ТВ Центр | детектив, экранизация                                |
| Озноб                                          | 18 мая 2019                       | ТВ Центр | детектив, экранизация                                |
| Цвет липы                                      | 5 октября 2019                    | ТВ Центр | детектив, экранизация                                |
| Смерть на языке цветов                         | 24 ноября 2019                    | ТВ Центр | детектив, экранизация                                |
| Почти семейный детектив                        | 28 декабря 2019                   | ТВ Центр | детектив, экранизация                                |
| И снова будет день                             | 18 апреля 2020                    | ТВ Центр | мелодрама                                            |
| Сто лет пути                                   | 25 апреля 2020                    | ТВ Центр | детектив, экранизация                                |
| Хрустальная ловушка                            | 30 мая 2020                       | ТВ Центр | детектив, экранизация                                |
| Улики из прошлого                              | 14 ноября 2020—21 октября 2021    | ТВ Центр | детектив, экранизация                                |
| Психология преступления                        | 20 ноября 2020—18 марта 2022      | ТВ Центр | детектив, мелодрама                                  |
| Входите! Закрыто!                              | 19 декабря 2020                   | Россия-1 | мелодрама                                            |
| Серьга Артемиды                                | 8 марта 2021                      | ТВ Центр | детектив                                             |
| Пояс Ориона                                    | 13 марта 2021                     | ТВ Центр | детектив, криминальный фильм, экранизация            |
| Отдай свою жизнь                               | 3 апреля 2021                     | Россия-1 | мелодрама                                            |
| Несломленная                                   | 5—8 апреля 2021                   | Россия-1 | драма                                                |
| Персональный ангел                             | 15 мая 2021                       | ТВ Центр | детектив, мелодрама, экранизация                     |
| Земное притяжение                              | 9 октября 2021                    | ТВ Центр | детектив, экранизация                                |
| Проклятие брачного договора                    | 23 октября 2021                   | ТВ Центр | детектив, мелодрама, экранизация                     |
| Когда закончится февраль                       | 21—24 февраля 2022                | Россия-1 | мелодрама                                            |
| Прости за любовь                               | 19 марта 2022                     | Россия-1 | детектив, мелодрама                                  |
| Бизнес-план счастья                            | 9 апреля 2022                     | ТВ Центр | детектив, экранизация                                |
| Камея из Ватикана                              | 3 мая 2022                        | ТВ Центр | детектив, экранизация                                |
| Не твоё дело                                   | 10 сентября 2022                  | Россия-1 | мелодрама                                            |
| Дьявол кроется в мелочах                       | 15 октября 2022                   | ТВ Центр | детектив, мелодрама, экранизация                     |
| Судьба по книге перемен                        | 12 ноября 2022                    | ТВ Центр | детектив, экранизация                                |
| Под одной крышей                               | 19 ноября 2022                    | Россия-1 | мелодрама                                            |
| Столичная штучка                               | 26 ноября 2022                    | Россия-1 | мелодрама                                            |
| Лаборантка                                     | 3 декабря 2022                    | Россия-1 | мелодрама                                            |
| Дурочка Надя                                   | 14 января 2023                    | Россия-1 | мелодрама                                            |
| Время надежды                                  | 25 марта 2023                     | Россия-1 | мелодрама                                            |
| Дорога к счастью                               | 19—28 апреля 2023                 | Россия-1 | мелодрама                                            |
| Старое пианино                                 | 22 апреля 2023                    | Россия-1 | мелодрама                                            |
| Фамильное гнездо                               | 8 мая 2023                        | Россия-1 | мелодрама                                            |
| На своём месте                                 | 13 мая 2023                       | Россия-1 | мелодрама                                            |
| Загадка на двоих                               | 13 мая 2023—13 ноября 2024        | ТВ Центр | детектив, экранизация                                |
| Абонемент на расследование                     | 20 мая 2023—22 мая 2025           | ТВ Центр | детектив                                             |
| Комитет спасения                               | 9 сентября 2023                   | Россия-1 | мелодрама                                            |
| Розы и шипы                                    | 21 октября 2023                   | Россия-1 | мелодрама                                            |
| Тайны города М                                 | 4 ноября 2023—5 октября 2024      | ТВ Центр | детектив, экранизация                                |
| Одна тень на двоих                             | 18 ноября 2023                    | ТВ Центр | детектив, экранизация                                |
| Всем ветрам назло                              | 10 февраля 2024                   | Россия-1 | мелодрама                                            |
| Муж на полтора часа                            | 30 марта 2024                     | Россия-1 | мелодрама                                            |
| Ивушка плакучая                                | 13 апреля 2024                    | Россия-1 | мелодрама                                            |
| Не разбей моё сердце                           | 1 июня 2024                       | Россия-1 | мелодрама                                            |
| Дождь на исходе лета                           | 26—29 августа 2024                | Россия-1 | мелодрама                                            |
| Лютик и Анютик                                 | 30 сентября—10 октября 2024       | Россия-1 | детектив                                             |
| Фантазёр, или Удивительный мир Инженера Лужина | 6 октября—22 декабря 2024         | Россия-1 | комедия                                              |
| Роковой подарок                                | 3 ноября 2024                     | ТВ Центр | экранизация, детектив                                |
| Полярный папа                                  | 30 ноября 2024                    | Россия-1 | мелодрама                                            |
| Уродина                                        | 14 декабря 2024                   | Россия-1 | мелодрама                                            |
| Муж моей мечты                                 | 25 января 2025                    | Россия-1 | мелодрама                                            |
| Горное солнце                                  | 5 апреля 2025                     | Россия-1 | мелодрама                                            |

## Телевизионные фильмы (1—2 серии)
| Название фильма                 | Дата премьеры    | Телеканал | Жанр                                      |
| ------------------------------- | ---------------- | --------- | ----------------------------------------- |
| Средний род, единственное число | 22 марта 2013    | Домашний  | мелодрама, мистика                        |
| Любовь с первого вздоха         | 4 мая 2013       | Домашний  | комедия                                   |
| Шутки ангела                    | 8 июня 2013      | Домашний  | мелодрама                                 |
| Одноклассницы                   | 7 сентября 2013  | Домашний  | романтическая комедия                     |
| Испытательный срок              | 18 мая 2014      | Домашний  | мелодрама                                 |
| Невеста с заправки              | 30 ноября 2014   | Домашний  | комедия, мелодрама                        |
| Острова                         | 25 января 2015   | Домашний  | мелодрама                                 |
| Перелётные пташки               | 25 января 2015   | Домашний  | ироничная мелодрама                       |
| Давайте познакомимся            | 30 сентября 2016 | ТВ Центр  | мелодрама                                 |
| Вселенский заговор              | 25 ноября 2016   | ТВ Центр  | детектив, мелодрама, экранизация          |
| Вечное свидание                 | 2 декабря 2016   | ТВ Центр  | детектив, мелодрама, экранизация          |
| Три дня на любовь               | 25 мая 2018      | ТВ Центр  | мелодрама                                 |
| Котов обижать не рекомендуется  | 19 октября 2018  | ТВ Центр  | детектив, криминальный фильм, экранизация |
| Высоко над страхом              | 20 сентября 2019 | ТВ Центр  | детектив, экранизация                     |
| Соната для горничной            | 17 апреля 2020   | ТВ Центр  | мелодрама                                 |
| Жизнь под чужим солнцем         | 4 декабря 2020   | ТВ Центр  | детектив, экранизация                     |

## Документальные фильмы
| Название программы                                       | Дата выпуска                  | Ведущий / закадровый голос                                | Канал           | Краткое описание                                                                                     |
| -------------------------------------------------------- | ----------------------------- | --------------------------------------------------------- | --------------- | --- |
| «Оскар» за отвагу                                        | 4 декабря 2001                | Сергей Пашков                                             | РТР             | О создании документального фильма «Разгром немецких войск под Москвой»                               |
| Новейшая история. Команданте Че                          | 15 сентября 2002              | Владимир Молчанов                                         | НТВ             | О революционере Эрнесто Че Гевара                                                                    |
| Другой мир                                               | 17 января 2004—7 августа 2005 | Михаил Крикуненко                                         | Россия          | Цикл о необычных людях планеты                                                                       |
| Советская империя                                        | 21 марта—30 апреля 2004       | Алексей Кондулуков, Елизавета Листова                     | Россия          | Историко-документальный цикл                                                                         |
| Израиль—Палестина. Противостояние                        | 5—6 апреля 2004               | Сергей Пашков                                             | Россия          | Об арабо-израильском конфликте                                                                       |
| Алия. Возвращение                                        | 2004 (не вышел в эфир)        | Сергей Пашков                                             | Россия          | Об известных евреях в России                                                                         |
| Золотой голос Греции. Даларас                            | 30 июля 2005                  | Владимир Молчанов                                         | Россия          | Биография                                                                                            |
| Моссад. Неуловимые мстители                              | 20 марта 2006                 | Сергей Пашков                                             | Россия          | О политической разведке Израиля                                                                      |
| Мелодии Рижского гетто                                   | 3 мая 2006                    | Владимир Молчанов                                         | Россия          | О еврейском гетто, образованном нацистами в Риге                                                     |
| Теория невероятности. Астральные путешествия             | 30 января 2007                | Борис Миронов                                             | Первый канал    | О путешествиях в пространстве и времени                                                              |
| Теория невероятности. Болезнь гениев                     | 26 марта 2007                 | Борис Миронов                                             | Первый канал    | О дислексии                                                                                          |
| Теория невероятности. Стать бессмертным                  | 13 июня 2007                  | Борис Миронов                                             | Первый канал    | О бессмертии                                                                                         |
| Эдита Пьеха                                              | 31 июля 2007                  | Илья Калинников                                           | Россия          | Биография                                                                                            |
| Прогулки с мастером                                      | 1 октября 2007                | Сергей Пашков                                             | Россия          | К 90-летию Юрия Любимова                                                                             |
| Теория невероятности. Вся правда об IQ                   | 20 ноября 2007                | Борис Миронов                                             | Первый канал    | О коэффициенте интеллекта живых организмов                                                           |
| Как Трус, Балбес и Бывалый изменили жизнь Леонида Гайдая | 30 января 2008                |                                                           | ТВ Центр        | История знаменитой троицы                                                                            |
| Поздняя любовь                                           | 20 марта 2008                 |                                                           | ТВ Центр        | О любви в зрелом возрасте                                                                            |
| Элина Быстрицкая. Железная леди                          | 3 апреля 2008                 | Дмитрий Полонский                                         | ТВ Центр        | Биография                                                                                            |
| 638 способов убить Фиделя Кастро                         | 15 апреля 2008                | Дмитрий Полонский                                         | Первый канал    | О покушениях на команданте                                                                           |
| Георгий Вицин. Отшельник                                 | 2 мая 2008                    | Дмитрий Полонский                                         | ТВ Центр        | Биография                                                                                            |
| Израиль: Страна накануне                                 | 25 мая 2008                   | Сергей Пашков                                             | Россия          | Фильм, посвящённый 60-летию со дня образования страны                                                |
| Георгий Бурков. Гамлет советского кино                   | 31 мая 2008                   | Дмитрий Полонский                                         | ТВ Центр        | Биография                                                                                            |
| Тюремный роман                                           | 3 июня 2008                   | Дмитрий Полонский                                         | Первый канал    | О влюблённых заключённых                                                                             |
| Теория невероятности. Назад в будущее                    | 11 июля 2008                  | Борис Миронов                                             | Первый канал    | О возможности путешествия в будущее                                                                  |
| Теория невероятности. Семь драконов судьбы               | 14 июля 2008                  | Борис Миронов                                             | Первый канал    | О семи человеческих недостатках                                                                      |
| «Печки-лавочки» Лидии Шукшиной                           | 23 сентября 2008              | Виктор Бохон                                              | Россия          | Биография                                                                                            |
| Привычка жениться                                        | 29 сентября 2008              |                                                           | Первый канал    | О мужчинах, у которых было несколько браков                                                          |
| Жизнь вопреки. Михаил Танич                              | 11 октября 2008               | Дмитрий Полонский                                         | Россия          | Биография                                                                                            |
| Схватка. Женщина и карьера                               | 6 марта 2009                  | Андрей Казанцев                                           | Домашний        | Истории успеха сильных женщин                                                                        |
| Красота — страшная сила                                  | 10 марта 2009                 |                                                           | Первый канал    | О неизвестной жизни известных красавиц                                                               |
| Урмас Отт. Нежный потрошитель                            | 12 марта 2009                 | Дмитрий Полонский                                         | Россия          | Биография                                                                                            |
| Владислав Дворжецкий. Неприкаянный                       | 26 апреля 2009                | Дмитрий Полонский                                         | Первый канал    | Биография                                                                                            |
| Вячеслав Шалевич. Под маской Казановы                    | 27 мая 2009                   |                                                           | Первый канал    | Биография                                                                                            |
| Дети войны. Последние свидетели                          | 22 июня 2009                  | Сергей Шакуров                                            | Россия          | Воспоминания людей, переживших Великую Отечественную войну в юном возрасте                           |
| Александр Михайлов. Надо оставаться мужиком              | 10 октября 2009               | Всеволод Кузнецов                                         | Первый канал    | Биография                                                                                            |
| Рак. Перезагрузка                                        | 5 декабря 2009                | Дмитрий Полонский                                         | Вести           | О современном лечении онкологических заболеваний                                                     |
| Анастасия Вертинская. Бегущая по волнам                  | 19 декабря 2009               | Всеволод Кузнецов                                         | Первый канал    | Биография                                                                                            |
| Экстрасенс смеха. Семён Альтов                           | 14 января 2010                | Дмитрий Полонский                                         | Россия-1        | Биография                                                                                            |
| Пульс жизни                                              | 23 января 2010                |                                                           | Россия-1        | О современном лечении сердечных заболеваний                                                          |
| Весёлый-грустный человек. Григорий Горин                 | 11 марта 2010                 | Дмитрий Полонский                                         | Россия-1        | Бигорафия                                                                                            |
| Ребёнок любой ценой                                      | 5 апреля 2010                 |                                                           | Первый канал    | О киднеппинге                                                                                        |
| С журавлиной стаей. Судьба Мастера                       | 29 мая 2010                   | Дмитрий Полонский                                         | Россия-1        | Биография Яна Френкеля                                                                               |
| Казачки не плачут. Людмила Хитяева                       | 14 августа 2010               | Дмитрий Полонский                                         | Россия-1        | Биография                                                                                            |
| Отдел                                                    | 6—16 сентября 2010            | Александр Архангельский                                   | Россия-Культура | О круге советских мыслителей XX века                                                                 |
| Второй. Герман Титов                                     | 11 сентября 2010              | Дмитрий Полонский                                         | Россия-1        | Биография                                                                                            |
| Лев Дуров. Я всегда напеваю, когда хочется выть          | 18 сентября 2010              | Андрей Иванов                                             | Первый канал    | Биография                                                                                            |
| Мир входящему. Девять месяцев одного года                | 15 декабря 2010               | Андрей Казанцев                                           | Россия-1        | О жизни беременных                                                                                   |
| Виталий Вульф. Послесловие                               | 14 марта 2011                 | —                                                         | Россия-1        | Специальный выпуск программы «Мой серебряный шар», посвящённый памяти ведущего                       |
| Интеллигент. Виссарион Белинский                         | 6—9 июня 2011                 | Александр Архангельский                                   | Россия-Культура | Биография                                                                                            |
| Лекарства. Проверено законом                             | 10 сентября 2011              | Дмитрий Полонский                                         | Россия-24       | О ценах на лекарственные препараты                                                                   |
| От 0 до 80. Симон Шноль                                  | 19—29 сентября 2011           | —                                                         | Россия-Культура | Биография                                                                                            |
| Жара                                                     | 17—20 октября 2011            | Александр Архангельский                                   | Россия-Культура | О духовных поисках советской интеллигенции и неофициальной религиозной жизни в 1960-х — 1980-х годах |
| О чём не говорят мужчины                                 | 30 октября 2011               | Дмитрий Полонский                                         | Россия-24       | Об урологии                                                                                          |
| ВИЧ. Вернуться к жизни                                   | 6 ноября 2011                 | Дмитрий Полонский                                         | Россия-24       | О вирусе иммунодефицита человека                                                                     |
| Испытание трезвостью                                     | 13 ноября 2011                | Дмитрий Полонский                                         | Россия-24       | Об алкоголизме                                                                                       |
| День позора                                              | 17 декабря 2011               | Сергей Мингажев                                           | Россия-24       | О нападении Японии на Перл-Харбор                                                                    |
| Изгнанник. Александр Герцен                              | 5 апреля 2012                 | Александр Архангельский                                   | Россия-Культура | Биография                                                                                            |
| Волна и мир                                              | 25 мая 2012                   | Сергей Мингажев                                           | Россия-24       | Фильм к годовщине землетрясения у восточного побережья острова Хонсю в Японии                        |
| Последний фараон                                         | 10 июля 2012                  | Сергей Пашков                                             | Россия-1        | Биография Хосни Мубарака                                                                             |
| Биробиджан, Биробиджан!                                  | 26 сентября 2012              | Сергей Чонишвили                                          | Россия-Культура | История города                                                                                       |
| Сталинградская битва                                     | 2 февраля 2013                | Сергей Пашков                                             | Россия-1        | Об одном из главных сражений Великой Отечественной войны                                             |
| Лия Ахеджакова. Парадоксы маленькой женщины              | 9 июля 2013                   |                                                           | ТВ Центр        | Биография                                                                                            |
| Тото Кутуньо. L’italiano vero                            | 16 июля 2013                  |                                                           | ТВ Центр        | Биография                                                                                            |
| Владимир Басов. Львиное сердце                           | 28 июля 2013                  | Владимир Ерёмин                                           | ТВ Центр        | Биография                                                                                            |
| Наталья Гундарева. Несладкая женщина                     | 27 августа 2013               |                                                           | ТВ Центр        | Биография                                                                                            |
| Муссолини. Закат                                         | 8 декабря 2013                | Владимир Соловьёв                                         | Россия-24       | Биография                                                                                            |
| Династия без грима                                       | 19—24 мая 2014                | Эдвард Радзинский                                         | Россия-Культура | О династии Романовых от Екатерины I до Николая II                                                    |
| Диалоги с Соломоном Волковым                             | 8—11 сентября 2014            | Владимир Спиваков                                         | Россия-Культура | Интервью из четырёх частей                                                                           |
| Боги жаждут                                              | 17—18 марта 2015              | Эдвард Радзинский                                         | Россия-1        | О Великой французской революции                                                                      |
| Идеалист. Владимир Короленко                             | 20 августа 2015               | Александр Архангельский, Сергей Гармаш (отрывки из писем) | Россия-Культура | Биография                                                                                            |
| Вячеслав Бутусов. Пробуждение радости                    | 12 февраля 2017               | —                                                         | Россия-Культура | О создании концерта «Пробуждённая радость»                                                           |
| Кто, если не я?                                          | 20 февраля 2019               | Леонид Кулагин                                            | Россия-Культура | К 90-летию со дня рождения Георгия Щедровицкого                                                      |

## Художественные фильмы
| Фильм                         | Дата выхода в прокат | Прокатчик                 | Сборы в России и СНГ | Дата премьеры на ТВ | Телеканал | Рейтинг/ доля |
| ----------------------------- | -------------------- | ------------------------- | -------------------- | ------------------- | --------- | ------------- |
| Всё, что ты любишь            | 22 августа 2002      | «Парадиз 2000»            | —                    | 16 октября 2005     | Россия    | 5.8/ 19.4     |
| Мой сводный брат Франкенштейн | 21 октября 2004      | «Роскинопрокат»           | 1 млн руб.           | 4 декабря 2004      | Россия    | 9.8/ 26.2     |
| Танцуй со мной                | 14 июля 2016         | «25th Floor Film Company» | 0,544 млн руб.       | —                   | —         | —             |

## Награды
- В 2001 году программа «И дольше века…» получила премию ТЭФИ в номинации «Интервьюер» (Владимир Молчанов).
- В 2003 году программа «О.С.П.-студия» получила премию ТЭФИ в номинации «Развлекательная программа».
- В 2006 году ток-шоу «Детали» получило премию ТЭФИ в номинации «Ведущий ток-шоу» (Тина Канделаки).
- В 2008 году шоу «Хорошие шутки» получило премию ТЭФИ в номинации «Звукорежиссёр телевизионной программы» (Александр Зеленов, Александр Белоусов).
- В 2012 году программа «Сати. Нескучная классика» получила премию ТЭФИ в номинации «Музыкальная программа. Классика».
- В 2012 году ток-шоу «Тем временем» получило премию ТЭФИ в номинации «Ведущий информационно-аналитической программы» (Александр Архангельский).
- В 2014 году программа «Полиглот. Немецкий с нуля за 16 часов!» получила премию ТЭФИ в номинации «Просветительская программа».
- В 2015 году ток-шоу «Белая студия» получило премию ТЭФИ в номинации «Просветительская программа».
- В 2017 году программа «Правила жизни» получила премию ТЭФИ в номинации «Развлекательная программа. Образ жизни».
- В 2017 году сериал «Отель последней надежды» получил премию ТЭФИ в номинации «Дневной телевизионный сериал».
- В 2017 году ток-шоу «Вечер с Владимиром Соловьёвым» получило премию ТЭФИ в номинации «Интервьюер» (Владимир Соловьёв).
- В 2017 году конкурс «Синяя птица» получил премию ТЭФИ в номинации «Развлекательная программа».
- В 2019 году ток-шоу «Агора» получило премию ТЭФИ в номинациях «Информационно-аналитическая итоговая программа» и «Ведущий информационно-аналитической итоговой программы» (Михаил Швыдкой).
- В 2019 году ток-шоу «Право знать!» получило премию ТЭФИ в номинации «Ведущий общественно-политического ток-шоу прайм-тайма» (Дмитрий Куликов).